# 威利斯·奧布萊恩

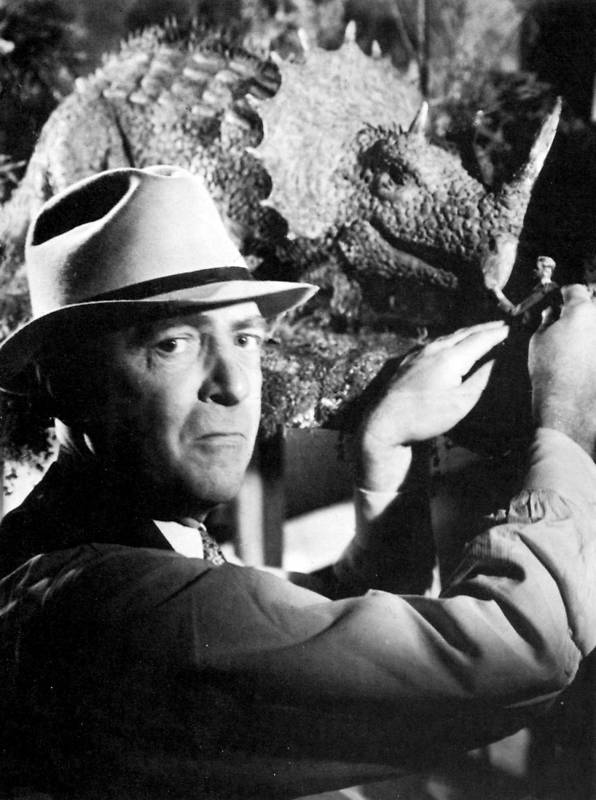
威利斯·奧布萊恩

威利斯·哈罗德·奥布莱恩 (1886年3月2日 - 1962年11月8日) 是美国电影特效和定格动画創作者，金刚中的特效就是由威利斯·奧布萊恩負責的，他曾获得1950年奧斯卡最佳視覺效果獎。 